# Elf
Elf var ett rockband som existerade i slutet av 1960-talet och början av 1970-talet. Bandet är mest känt för frontfiguren Ronnie James Dio som senare i karriären skrev in sig i hårdrockshistorien som medlem i Rainbow, Black Sabbath, Heaven & Hell och Dio. Bandet hette först The Electric Elves, vilket syftade på att både Dio och hans kusin David Feinstein, som också var med i bandet, var väldigt korta. Namnet kortades senare ned till The Elves, och i samband med att bandet fick skivkontrakt 1972 döptes bandet slutligen om till Elf.
År 1972 kom debutskivan Elf och två år senare Carolina County Ball. I denna veva upptäcktes Dio av Roger Glover från Deep Purple, vilket ledde till att Dio fick sjunga flera sånger i Glovers musikalprojekt Butterfly Ball. Det var också här Deep Purples gitarrist Ritchie Blackmore fick upp ögonen för bandet. När Ritchie Blackmore ville att Deep Purple skulle spela in covern Black Sheep of the Family och dessa vägrade så bad han istället Elf att agera kompband åt honom för att ge ut sången som en solosingelskiva. Skivan kom aldrig att bli verklighet, men Blackmore hade fattat tycke för Elf i allmänhet och Dio i synnerhet. Blackmore ville bilda ett eget band och han bad Elf (förutom gitarristen) att utgöra resten av det band som skulle bli Rainbow, vilket medlemmarna accepterade. Innan ombildningen gav Elf ut sin sista skiva Trying To Burn The Sun.

## Medlemmar
Tidigare medlemmar
- Ronnie James Dio – sång (1970–1975), basgitarr (1970–1973; död 2010)
- Micky Lee Soule – keyboard, bakgrundssång (1968–1975)
- Craig Gruber – basgitarr (1973–1975)
- Steve Edwards – sologitarr (1973–1975)
- Mark Nauseef – slagverk (1975)
- Gary Driscoll – trummor (1970–1975; död 1987)
- David Feinstein – sologitarr (1970–1973)
- Doug Thaler – keyboard (1970–1968), kompgitarr (1968–1972)
- Nick Pantas – kompgitarr (1970–1968; död 1968)

## Diskografi
Studioalbum
- Elf (1972)
- Carolina County Ball (1974)
- Trying to Burn the Sun (1975)

EP
- Elf (1972)
- Carolina County Ball (1974)
- Trying to Burn the Sun (1975)

Singlar
- "Hey, Look Me Over" / "It Pays to Advertise" (1967, under namnet The Electric Elves)[2]
- "Walking in Different Circles" / "She's Not the Same" (1969, under namnet The Elves)[3]
- "Amber Velvet" / "West Virginia" (1970, under namnet The Elves)[3]
- "Hoochie Koochie Lady" / "First Avenue" (1972)
- "Sit Down Honey (Everything Will Be Alright)" / "Gambler, Gambler" (1972)
- "L.A. 59" / "Ain't It All Amusing" (1974)

Samlingsalbum
- The Gargantuan Elf Album (1978)
- Ronnie James Dio: The Elf Albums (1991)